# Tjarnarfjall
Tjarnarfjall är en kulle i republiken Island. Den ligger i regionen Norðurland vestra, 220 km norr om huvudstaden Reykjavík. Toppen på Tjarnarfjall är 98 meter över havet.
Trakten runt Tjarnarfjall är nära nog obefolkad, med mindre än två invånare per kvadratkilometer. Det finns inga samhällen i närheten. Trakten runt Tjarnarfjall består i huvudsak av gräsmarker.